# Derwent island
Derwent island est une île située sur le Derwentwater dans le comté de Cumbria au nord-ouest de l'Angleterre.

## Présentation
L'île d'une superficie de près de 30 000 m2 est située sur le Derwentwater, l'une des principales étendues d'eau du Lake District. C'est la seule île de ce lac comportant une maison, aujourd'hui propriété du National Trust qui loue la demeure à des particuliers pour quelques dizaines de milliers de livres sterling par an (40000 £ par an lors du changement de locataire en 2013), l'île étant ouverte au public pour des visites cinq jours par an. 